# Okrug Bratislava III
Bratislava III je okrug u slovačkom glavnom gradu Bratislavi. Ovaj okrug obuhvaća gradske četvrti Nové Mesto, Rača i Vajnory.
Na zapadu graniči s okrugom Bratislava IV, na jugu s okruzima Bratislava I i Bratislava II, na istoku s okrugom Senec, te na sjeveru s okruzima Malacky i Pezinok.
Sve do 1918. područje okruga bilo je dio ugarske Požunske županije u tadašnjoj Austro-Ugarskoj.

## Stanovništvo
| Godina:     | 1993.  | 2003.   | 2013.   | 2023.    |
| ----------- | ------ | ------- | ------- | -------- |
| Broj ljudi: | 64 743 | 61 467  | 62 546  | 77 594   |
| Razlika:    |        | -5,06 % | +1,75 % | +24,05 % |

| Godina:     | 2022.  | 2023.   |
| ----------- | ------ | ------- |
| Broj ljudi: | 76 968 | 77 594  |
| Razlika:    |        | +0,81 % |